# Rieussec
Rieussec é uma comuna francesa na região administrativa de Occitânia, no departamento de Hérault. Estende-se por uma área de 22,2 km². Em 2010 a comuna tinha 76 habitantes (densidade: 3,4 hab./km²).